# 源善
源 善（みなもと の よし）は、平安時代前期の貴族。嵯峨源氏、参議・源舒の子。官位は従四位下・右近衛中将。

## 経歴
宇多朝において、左衛門佐を経て、寛平7年（895年）五位蔵人に補任される。その後、右近衛中将等を務め、昌泰元年（898年）には宇多上皇の遊猟に供奉している。しかし、昌泰4年（901年）に発生した昌泰の変に連坐し、右近衛中将から出雲権守に左遷された。
勅撰歌人として、『後撰和歌集』には左遷された際の悲嘆を詠んだ歌が残る。

## 官歴
- 時期不詳：従五位下。左衛門佐
- 寛平7年（895年） 8月11日：五位蔵人[1]
- 寛平9年（897年） 7月3日?：止五位蔵人（譲位）。9月7日?：右近衛中将[2]
- 時期不詳：従四位下[3]
- 昌泰4年（901年） 正月25日：出雲権守、解中将（昌泰の変連座）[2]

## 系譜
『尊卑分脈』による。
- 父：源舒
- 母：不詳
- 生母不詳の子女
  - 男子：源義
  - 男子：源超
  - 男子：源勧